# Basaa jezik
Basaa jezik (basa, bassa, bicek, bikyek, bisaa, mbele, mee, mvele, northern mbene, tupen; ISO 639-3: bas), sjeverozapadni bantu jezik podskupine Basaa (A.40), kojoj pripada zajedno s jezicima bakoko [bkh], bankon [abb] i Barombi [bbi], svi iz Kameruna. Govori ga oko 230 000 ljudi (1982 SIL) u regijama Center i Littoral.
Piše se latinicom. Dijalekti: bakem, bon, bibeng, diboum, log, mpo, mbang, ndokama, basso, ndokbele, ndokpenda i nyamtam.

## Vanjske poveznice
- Ethnologue (14th)
- Ethnologue (15th)